# Johnny Nash
John Lester Nash, Jr. (Houston, Texas, 19 de agosto de 1940 - ibídem, 6 de octubre de 2020), más conocido como Johnny Nash, fue un cantautor de reggae estadounidense. 

## Biografía
Fue uno de los primeros cantantes no jamaicanos en grabar música reggae, fruto de su colaboración con Bob Marley a finales de la década de 1960. En 1972, alcanzó el número 1 en la lista de éxitos de la revista Billboard con su canción «I Can See Clearly Now». En 1975, alcanzó en puesto número 1 de la lista británica UK Singles Chart con «Tears on My Pillow».
En 1959, tuvo un papel en la película Take a Giant Step y el año siguiente en Key Witness (1960). En 1965, Johnny Nash cofundó la discográfica JAD en New York, y en 1968 comenzó a grabar en Jamaica con músicos locales como Jackie Jackson, Bob Marley, Bunny Wailer y Peter Tosh. Contrató a estos tres últimos y a la esposa de Marley, Rita, para su discográfica y los llevó consigo a una gira en Suecia y, más tarde, a Londres, donde conocieron al dueño de Island Records, Chris Blackwell, quien los contrató como Bob Marley & The Wailers. El álbum I Can See Clearly Now incluye cuatro canciones compuestas por Marley, incluyendo «Stir It Up», que sería la cara B del sencillo del álbum.
Tras grabar varias maquetas con The Wailers entre 1968 y 1971, JAD Records dejó de existir. En 1971, Nash coprotagonizó la película sueca Vill så gärna tro, dirigida por Gunnar Höglund, y compuso parte de la banda sonora.

## Discografía
- 1957: «A Teenager Sings the Blues» (ABC-Paramount)
- 1958: «A Very Special Love»
- 1958: Johnny Nash (Pickwick)
- 1959: Quiet Hour (Paramount Records)
- 1959: I Got Rhythm (Hallmark)
- 1960: Let's Get Lost (Paramount Records)
- 1961: Starring Johnny Nash: Studio Time
- 1964: Composer's Choice (Argo)
- 1968: Hold Me Tight (JAD Records)
- 1969: Let's Go Dancing (Epic)
- 1969: Prince of Peace (JAD Records)
- 1972: I Can See Clearly Now (Epic)
- 1973: My Merry-Go-Round (Epic)
- 1973: Teardrops in the Rain (Cadet)
- 1974: Celebrate Life (Epic)
- 1977: What a Wonderful World (Epic)
- 1979: Let's Go Dancing (Epic)
- 1980: The Johnny Nash Album (CBS Records)
- 1987: Tears on My Pillow (CBS)
- 1986: Here Again (London Records)